# Генріх Лібе
Генріх Лібе (нім. Heinrich Liebe; 29 січня 1908, Гота — 27 липня 1997, Айзенах) — німецький офіцер-підводник, фрегаттен-капітан крігсмаріне. Кавалер Лицарського хреста Залізного хреста з дубовим листям.
Четвертий за результативністю німецький підводник Другої світової війни.

## Біографія
З 1 жовтня 1936 по 31 січня 1938 року — командир підводного човна U-2, з 24 жовтня 1938 року — U-38, на якому здійснив 9 походів (всього 333 дні в морі). Став широко відомим в останньому поході (середина 1941 року) до берегів Африки, коли він потопив 8 суден загальною водотоннажністю 47 279 брт. 22 липня 1941 року переведений в штаб ОКМ, в серпні 1944 року — в штаб підводного флоту. 
Всього за час бойових дій Лібе потопив 34 кораблі (187 267 брт) і пошкодив 1 корабель (3 670 брт).

## Звання
- Морський кадет (1 жовтня 1927)
- Фенріх-цур-зее (1 квітня 1929)
- Обер-мат (1 листопада 1929)
- Обер-фенріх-цур-зее (1 червня 1931)
- Лейтенант-цур-зее (1 жовтня 1931)
- Обер-лейтенант-цур-зее (1 жовтня 1933)
- Капітан-лейтенант (1 жовтня 1936)
- Корветтен-капітан (1 грудня 1941)
- Фрегаттен-капітан (1 жовтня 1944)

## Нагороди
- Медаль «За вислугу років у Вермахті» 4-го класу (4 роки) (2 жовтня 1936)
- Пам'ятна Олімпійська медаль (20 квітня 1937)
- Залізний хрест
  - 2-го класу (8 жовтня 1939)
  - 1-го класу (6 квітня 1940)
- Нагрудний знак підводника (16 грудня 1939)
- Тричі відзначений у Вермахтберіхт
  - «Німецький підводний флот досяг ряду помітних успіхів у боротьбі з Англією. Підводний човен під командуванням капітан-лейтенанта Лібе потопив 34 400 брт. Таким чином, цей підводний човен потопив загалом ворожих торгових суден на 85 000 брт.» (5 липня 1940)
  - «Підводний човен під командуванням капітан-лейтенанта Лібе потопив орожих торгових суден на 44 000 брт.» (31 травня 1941)
  - «Капітан-лейтенант Генріх Лібе і обер-лейтенант-цур-зее Ендрасс стали четвертим і п'ятим командирами підводних човнів, які подолали межу в 200 000 брт.» (9 червня 1941)
- Лицарський хрест Залізного хреста з дубовим листям
  - Лицарський хрест (14 серпня 1940)
  - Дубове листя (№13; 10 червня 1941)
- Хрест «За військові заслуги» (Італія) з мечами (2 грудня 1941)
- Хрест Воєнних заслуг 2-го класу з мечами (3 вересня 1944)